# 野口真人
野口 真人（のぐち まひと）は、日本の実業家。株式会社プルータス・コンサルティング代表取締役社長。京都大学経営管理大学院特命教授。

## 人物
岐阜県出身。京都大学経済学部卒業。
みずほ銀行（旧富士銀行）、JPモルガン・チェース銀行やゴールドマン・サックス証券にて通貨オプションの設計に携わり、その間にユーロマネー誌によるアンケートにて最優秀デリバティブセールスに三度選ばれる。
2004年に独立系のファイナンシャル・アドバイザリー会社である株式会社プルータス・コンサルティングを設立。
京都大学経営管理大学院の特命教授。ABCマート社長の野口実は実弟。

## 著書・論文
- 『あれか これか 本当の値打ちを見抜くファイナンス理論』 ダイヤモンド社（2017年 中国で翻訳版）
- 『私はいくら　あなたの価値を決めるたった一つの数式』 サンマーク出版（韓国・台湾で翻訳版）
- 『お金はサルを進化させたかー良き人生のための日常経済学』 日経BP社
- 『パンダをいくらで買いますか？』 日経BP社（韓国、中国で翻訳版）
- 『ストック・オプション会計と評価の実務』税務研究会出版局（共著）
- 『ストックオプション儲けのレシピ』 同友館
- 『種類株式・新株予約権の活用法と会計・税務』 中央経済社
- 『戦略資本政策（新時代の新株予約権、種類株式活用法）』 中央経済社
- 『企業価値評価の実務Q＆A』中央経済社
- 『新株予約権等・種類株式の発行戦略と評価　資金調達・インセンティブ・M&A・事業承継での活用』中央経済社
- 『バリュエーションの理論と実務』日経BP社
- 『資本コスト経営のすすめ　なぜあなたの会社はPBR＜1倍なのか』日経BP社

## 代表実績1．旧カネボウの株式鑑定
旧カネボウ「株式買取価格決定申請事件」において、プルータス・コンサルティングが東京地裁から鑑定補助人として委嘱を受け、DCF法により「1株360円」という鑑定を行った。
上記の鑑定の際に、日本市場における「株式リスクプレミアム」の数値について様々な論議があった。株式リスクプレミアムは、算定する際、より長い期間のヒストリカルデータを用いることが相応しいことから、プルータス・コンサルティングは、Ibbotoson Associates社の1955年から2005年の統計データ8.5%を採用した。
平成20年2月に日本経済新聞社から公刊された砂川伸幸京都大学大学院教授らの共著による「日本企業のコーポレートファイナンス」では、「何年間の平均値を参考にするかは、実践的な問題である。投資銀行マンや証券アナリスト、企業の財務担当者に話を聞くと、マーケット・リスク・プレミアム（株式リスクプレミアムと同義）を5%前後に設定していることが多い。現場では、過去30年から40年程度の平均値を参考にしているようだ。」としている。しかし、ファイナンス理論の最も権威のある教科書であるリチャード・ブリーリースチュアート・マイヤーズ共著「Principals of CORPORATE FINANCE」（日本語版　コーポレートファイナンス　日経BP社）によるとリスクプレミアムの計測については、「株式の各年の収益率は非常に大きく変動するため、短い期間の平均をとっても意味のないものとなるからである。非常に長期に当たる収益率を検証することによってのみ何らかの洞察を得ることができるものと思われる。」としている。
非常に長期に当たる収益率を検証した株式リスクプレムアムとしては、以下の数値がある。
「日本経済のリスク・プレミアム」（山口勝業著　東洋経済新報社）では、1900年～2004年の105年間の平均として5.6％を記載している。また、「証券市場の真実-101年間の目撃録」（エルロイ・ディムソン、 山田香織共著　東洋経済新報社）では、1900年～2000年の101年間の平均として6.2％を記載している。

## 代表実績2．オートバックスセブンの算定人
プルータス・コンサルティングが評価を行ったオートバックスセブンの転換社債型新株予約権付社債について、平成19年11月7日英国Silchester International Investors社は、東京地裁に発行差止仮処分命令の申立てをした。しかし翌週の平成19年11月12日「プルータス・コンサルティングの算定結果に不合理な点はない」という東京地裁の判決に至り、エクイティファイナンスに関する差止請求事案において、発行者側の主張が通った初の事例となった。

## 代表実績3．株式会社インテリジェンス、グループ再編に関連して裁判で争われた事案
株式会社USENが、連結子会社であった株式会社インテリジェンスを株式交換により完全子会社とするに際し、株式会社インテリジェンスの反対株主からの株式買取価格が裁判にて争われた事例において、プルータス・コンサルティングが株式会社インテリジェンスからの依頼を受け、株式交換比率の前提となる株式価値の算定を実施。
本株式交換に際しては、第三者算定機関が提出した算定書を参考として株式交換比率が決定されたが、その後反対株主からの株式買取価格が東京地裁で争われるに際して、当該算定書の証拠資料としての提出が、守秘義務等の理由により当該第三者算定機関により拒絶される。そこで、東京高裁での抗告審(東京高裁第4民事部)においては、当該算定書において用いられたものと同様の資料に基づき、当社が株式交換比率を算定することにより、既に決定された株式交換比率の公正性を明らかにするという手法がとられた。
算定書の提出を受けた東京高裁は、「同算定書の算定結果が信頼できないものであるということはできない」として、算定された株式交換比率の客観性・合理性を認め、株式会社インテリジェンスの主張を一部認容する決定を下している。

## 代表実績4．ダブルクリック株式会社、フェアネス・オピニオンが裁判で斟酌された事案
トランス・コスモス株式会社が、連結子会社であったダブルクリック株式会社を株式交換により完全子会社化した上で吸収合併する一連の取引に際して、プルータス・コンサルティングがダブルクリック株式会社の委嘱を受け、第三者算定機関として株式交換比率を算定するとともに、財務的見地から構成である旨の意見書（フェアネス・オピニオン）を提出。
本件取引においては、トランス・コスモス株式会社がダブルクリック株式会社の発行済株式の60.7%を有しており、外形上利益相反の生じる余地があったため、公正性を担保する観点から、株式交換比率の算定とともにフェアネス・オピニオンの提出が要請されたものだった。その後、ダブルクリック株式会社を吸収合併したトランス・コスモス株式会社と、旧ダブルクリックの反対株主との間で争われた株式買取価格決定申立事件(東京地裁民事第8部)では、東京地裁はフェアネス・オピニオンの取得を含む一連の利益相反回避措置が実施されたことを理由に、「透明性の高い手続によって行われた」と認定し、会社側の主張を認める決定を下す。
現行の実務においてフェアネス・オピニオンが取得される例は多くなく、少数株主保護の見地から、親子会社間の組織再編など利益相反関係が存在する取引では、第三者により財務的見地から公正性を検証された価格で取引を実行する実務の定着が望まれるところであり、本件取引はその先駆けになるものとして専門誌でも注目された。

## 代表実績5．トヨタ自動車株式会社が発行する第１回ＡＡ型種類株式の評価
トヨタ自動車株式会社（東証7203）が発行登録を行った第１回ＡＡ型種類株式について、プルータス・コンサルティングがトヨタ自動車株式会社より第三者評価機関の委嘱を受け、公正価値の算定を実施した。
ＡＡ型種類株式の商品性（プレスリリースより）
ＡＡ型種類株式には議決権が付与されており、１単元（100 株）以上のＡＡ型種類株式を有する株主は、 株主総会において、普通株主と同様に議決権を行使することができ、また株主としてのその他の権利を行使することができます。また、ＡＡ型種類株式は発行から概ね５年程度を経過する日以降、毎年の特定の時期に、ＡＡ型種類株主の選択により、 ＡＡ型種類株式を普通株式に転換することができます。さらに、ＡＡ型種類株式の発行価格は、発行価格等決定日の株式会社東京証券取引所における普通株式の普通取引の終値に対して 120％以上の水準で決定される予定であり、普通株式による資金調達に比べて、普通株主の議決権が希薄化することを抑制することができます。ＡＡ型種類株式には譲渡制限が付されており、かつ発行から概ね５年程度の間、普通株式への転換ができないことを考慮し、５年程度を経過する日以降の普通株式への転換請求が可能となる期間中、ＡＡ型種類株主は金銭と引き換えにＡＡ型種類株式の取得請求をすることができます。

## 代表実績6．シャープ株式会社が発行するC種種類株式の評価
シャープ株式会社(東証6753）が鴻海精密工業股份有限公司宛に発行する第三者割当によるC種種類株式の公正価値の算定を実施。

## 代表実績7．ソフトバンク株式会社によるイー・アクセス株式会社の完全子会社化における株式交換比率の算定
ソフトバンク株式会社（東証9984）がイー・アクセス株式会社（東証9427）を株式交換完全子会社とする株式交換を実施するにあたり、プルータス・コンサルティングがソフトバンク株式会社より第三者算定機関としての委嘱を受け、株式交換比率の算定を実施。
本株式交換は、ソフトバンク株式会社の連結子会社であるソフトバンクモバイルとイー・アクセス株式会社と業務提携を通じた、①両社が保有する移動体通信サービスのネットワークの相互活用、②相互に提供するネットワークに係る基地局ロケーションの効率的運用についての相互協力、③①及び②による営業力の強化、携帯端末の調達単価の低減、バックボーンネットワークの共用等のシナジーの創出を企図して行われたものである。

## 代表実績8．株式会社ジュピターテレコム株式取得価格決定申立事件
株式会社ジュピターテレコムが株式非公開化手続の一環として実施した全部取得条項付種類株式の取得に関し、少数株主から提起された株式取得価格申立事件において、プルータス・コンサルティングが主として意見書の提出を通じ、株式会社ジュピターテレコムの主張を支援。
本事案では、全部取得条項付種類株式の取得価格を、それに先立ち行われた普通株式の公開買付価格と同額に設定することの是非が争われましたが、最高裁判所は、株主側の主張を一部認めた東京地裁および東京高裁の決定を覆し、公開買付価格が適正であるとする会社側の主張を全面的に認める決定を下した。
これは、構造的な利益相反のある非公開化取引において、意思決定過程の恣意性を排除し、一般に公正と認められる手続がとられた場合には、原則として取引当事者の定めた取引条件を尊重すべきであるという判断を、最高裁判所が初めて示したものとして注目され、その後のM&A実務や価格決定手続にも多大な影響を及ぼしている。

## 代表実績9．株式会社東芝による上場子会社の完全子会社化を目的とした公開買付けにおける株式価値の算定及び意見表明
株式会社東芝(東証2部 6502)による上場子会社の完全子会社化の一環として行われる普通株式の公開買付けにあたり、東芝プラントシステム株式会社(東証1部 1983)及び西芝電機株式会社(東証2部 6591)が公正性担保及び利益相反回避のために設置した特別委員会のファイナンシャル・アドバイザー及び第三者算定機関にプルータス・コンサルティングが選任され、株式価値の算定を実施するとともに、公開買付価格の公正性に関する意見(フェアネス・オピニオン)を提出。
買収者と対象会社の間に構造的な利益相反が生じる取引において、対象会社の委嘱を受けた特別委員会が自らファイナンシャル・アドバイザーを起用する実務は、2019年6月に経済産業省から公表された「公正なM&Aの在り方に関する指針」においても有効性の高い公正性担保措置の一つとして取り上げられた。

## 代表実績10．ソニー株式会社によるソニーフィナンシャルホールディングス株式会社の完全子会社化を目的とした公開買付けにおける株式価値の算定及び意見表明
ソニー株式会社(東証1部 6758)によるソニーフィナンシャルホールディングス株式会社(東証1部 8729)の完全子会社化の一環として行われる普通株式の公開買付けにあたり、ソニーフィナンシャルホールディングス株式会社が公正性担保及び利益相反回避のために設置した特別委員会のファイナンシャル・アドバイザー及び第三者算定機関にプルータス・コンサルティングが選任され、株式価値の算定を実施するとともに、公開買付価格の公正性に関する意見(フェアネス・オピニオン)を提出。

## 代表実績11．日本電信電話株式会社による株式会社NTTドコモの完全子会社化を目的とした公開買付けにおける株式価値の算定及び意見表明
日本電信電話株式会社（東証1部 9432）による株式会社NTTドコモ（東証1部 9437）の完全子会社化の一環として行われる普通株式の公開買付けにあたり、株式会社NTTドコモが公正性担保及び利益相反回避のために設置した特別委員会のファイナンシャル・アドバイザー及び第三者算定機関にプルータス・コンサルティングが選任され、株式価値の算定を実施するとともに、公開買付価格の公正性に関する意見（フェアネス・オピニオン）を提出。

## 代表実績12．株式会社関西スーパーマーケットとH2Oリテイリンググループの経営統合におけるファイナンシャル・アドバイザーの受託
株式会社関西スーパーマーケット（東証1部 9919）とエイチ・ツー・オー リテイリング株式会社（東証1部 8242）の経営統合の一環として行われるH2O傘下の子会社2社との株式交換に際し、株式会社関西スーパーマーケットの特別委員会のファイナンシャル・アドバイザーとして助言を提供するとともに、第三者算定機関として株式交換比率を算定し、その公正性に関する意見書（フェアネス・オピニオン）を提出。

## 代表実績13．日野自動車株式会社と三菱ふそうトラック・バス株式会社の経営統合における助言
日野自動車と三菱ふそうトラック・バスの経営統合について、双方の親会社であるトヨタ自動車及びダイムラートラックを含む4社が基本合意書を締結するにあたり、日野自動車が設置した特別委員会のファイナンシャル・アドバイザーとして助言を提供。

## 代表実績14．伊藤忠商事株式会社による伊藤忠テクノソリューションズ株式会社の非公開化を前提とした公開買付けにおける株式価値の算定及び意見表明
伊藤忠商事による伊藤忠テクノソリューションズの完全子会社化を前提とした普通株式の公開買付けに際し、伊藤忠テクノソリューションズが設置した特別委員会のファイナンシャル・アドバイザーとして助言を提供し、第三者算定機関として株式価値を算定するとともに、公開買付価格の公正性に関する意見書（フェアネス・オピニオン）を提出。